# Pechiche (comuna)

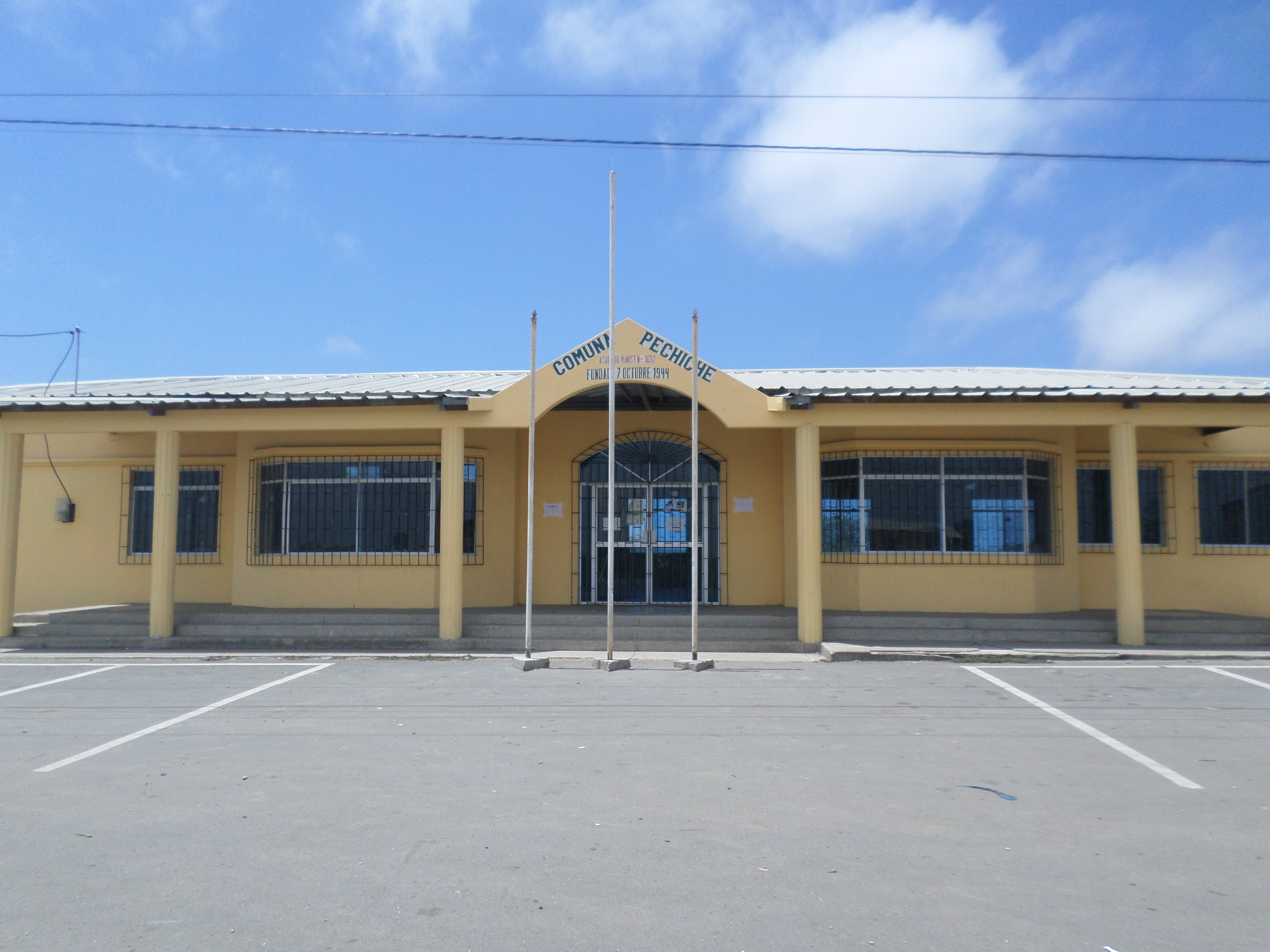
Sede de la presidencia de la comuna de pechiche

Pechiche es una comuna de la parroquia Chanduy Cantón Santa Elena, de mayor cantidad poblacional, calculándose aproximadamente 4.031 habitantes. Está conformada por diez barrios y 4 ciudadelas que se organizan en grupos familiares dominantes que mantienen relaciones de parentesco.

## Historia
Fue fundada el 7 de octubre de 1944, su promotor fue el Sr. José A. Domínguez, quien tuvo el cargo de presidente de la comuna por 9 periodos consecutivos, desde
1944 a 1962. Originalmente Pechiche estaba dividida en dos partes, Pechiche de Arriba y Pechiche de Abajo,llamada asi por los grandes Árboles de Pechiche que existen a la orilla del Rio Pechiche y dentro de huertos de las casas de los primeros habitantes de la Comuna las cuales predominan los apellidos Cruz, Domínguez, Bernabé, Alfonzo, Camaton, Villon q, este fruto dulce es utilizado para el dulce y la conserva,  habitada por antiguas familias de Chanduy que se instalaron en parte de tierra que adquieren los indígenas de la Corona Española. Posteriormente con la puesta en vigencia de la Ley de Régimen y Organización de las Comunas del Ecuador, el título original se divide entre cuatro recintos, Pechiche, El Real, Manantial y Gaguelzán llamado hoy San Rafael.

## Salud
En cuanto a su infraestructura de salud posee un dispensario del Seguro Social Campesino del que brinda servicios de atención de medicina general, odontología, obstetricia y laboratorio. También hay un Subcentro de Salud Pechiche del Ministerio de Salud Pública donde hay atención de medicina general, odontología, obstetricia y vacunación.

## Sus habitantes
Durante la época ganadera la diferenciación social se manifiesta a través de los grupos de parentesco, los Asencio, Cruz y los Alfonso fueron las familias
económicas y políticamente más poderosas. Si bien las mujeres de estas familias sabían tejer, no ejercían el oficio para subsistir. Ni aún durante la crisis de la producción ganadera, las mujeres de las familias ejercieron el tejido como profesión. Al instaurarse la sequía que fue generalizada en la provincia de Santa Elena la economía de Pechiche junto a manantial de Chanduy y El Real se vieron gravemente afectadas, forzando a buscar nuevas fuentes de ingresos. Las mujeres se dedicaron a la producción de sombreros de paja toquilla y los hombres comenzaron a trabajar como asalariados en compañías como ANGLO que contribuyeron a la deforestación local. Posteriormente y en la actualidad la economía se basa en la pesca de camarón y langosta o al trabajo como obreros en fábricas de harina de pescado en Chanduy.
Barrios de la comuna:
Pechiche 1
- Eloy Alfaro
- Primero de Mayo
- 12 de Octubre
- Paraíso
- las Peñas

Pechiche 2
- 3 de Noviembre
- 10 de Agosto
- 9 de Octubre
- Roldós Aguilera
- Simón Bolívar